# Кейбл (Marvel Comics)
Кейбл (Кабель, Бицепс; англ. Cable), настоящее имя Нейтан Кристофер Чарльз Саммерс (англ. Nathan Christopher Charles Summers), также известен как Нейтан Дейспринг — сын Аскани (англ. Nathan Dayspring Akani’son) — антигерой комиксов из Вселенной издательства Marvel Comics, главным образом связываемый с Людьми Икс. Загадочный мутант с великой телепатической и телекинетической силой, Кейбл впервые появился в The New Mutants #87 в марте 1990 года. Он стал лидером Новых Мутантов, младшей команды Людей Икс, которую позже реорганизовал в Силу Икс. В итоге Marvel представила в 1993-м комикс Cable.
Некоторые фанаты комиксов критиковали Кейбла как клише вооружённого антигероя (в Cable & Deadpool #4 была к этому отсылка, когда Кейбл достал и использовал пулемёт Гатлинга с надписью «LIEFELD XS»). Авторы различных X-комиксов попытались освежить его мифологию, раскрыв, что он — Нейтан Кристофер Саммерс, путешествовавший во времени сын члена Людей Икс Циклопа и его жены Мэйделин Прайор (клона Джин Грей), впервые показанный как новорождённый младенец в Uncanny X-Men #201 (январе 1986) за авторством Криса Клэрмонта. Кейбл рассматривается как мессианский образ из будущего и — в нынешних характеристиках — как человек, знающий о более стереотипных аспектах его характера, пытающийся от них избавиться.
В начале 2000-х его популярность уменьшилась, несмотря на недолгое участие в Uncanny X-Men. В сентябре 2002-го его серия Cable была преобразована в Soldier X и отменена в августе 2003-го после 12 выпусков. Несмотря на отмену его серии и недостаток фанатов, позже он задействуется в Cable & Deadpool (объединившей его с другим популярным персонажем из Силы Икс) и становится одним из главных персонажей в X-Men (vol. 2).
Marvel в настоящее время называет создателями Кейбла автора The New Mutants Луиз Симонсон и художника-соавтора The New Mutants и X-Force Роба Лайфелда, с которым персонаж близко ассоциируется. Хотя Лайфелд создал его внешний вид, имя и многое из личности, было сказано, что Кейбл также был несколько вдохновлён редактором Бобом Харрасом. Лайфелд объясняет создание персонажа:
«Мне поручили создать нового лидера Новых Мутантов. Не было ни имени, ни описания, кроме как „человек действия“, противоположность Ксавье. Я создал внешний вид, имя, значительную часть истории персонажа. После того, как я дал ему имя Кейбл, Боб предложил назвать его Куинном, а Луиз — Коммандером Икс. Я настоял на своём…»

## История публикаций
Как маленький Нейтан Саммерс, сын Аскани и Кейбл, он множество раз появлялся в большинстве X-комиксов, так же, как и в нескольких собственных. Как младенец Нейтан появлялся в первом томе X-Factor («Фактора Икс»), пока его не забрали в будущее. В это время были опубликованы две серии Cable. Первая была минисерией из двух выпусков под названием Cable — Blood and Metal («Кейбл — Кровь и металл»), а вторая — постоянной серией, продлившейся 107 выпусков. Затем серия была преобразована и переименована в Soldier X («Солдат Икс») на 12 выпусков. Он также появлялся в комиксах X-Men как член Людей Икс. Кейбл заметно фигурировал в первом томе X-Force («Силы Икс») и втором томе Weapon X («Оружия Икс»). Когда комиксы Cable и Deadpool («Дедпул») были объединены, он появлялся в Cable & Deadpool. Его появления в минисериях включали в себя The Adventures of Cyclops and Phoenix («Приключения Циклопа и Феникс»), Askani’son, второй том Astonishing X-Men («Изумительных Людей Икс»), X-Men: The Search for Cyclops («Люди Икс: В поисках Циклопа») и второй том X-Force.

### Минисерия 1992-го
Написанная Фейбианом Нисиезой, нарисованная Джоном Ромитой-младшим и покрашенная Дэном Грином, Cable: Blood and Metal («Кейбл: Кровь и металл») была минисерией из двух выпусков, опубликованной в октябре — ноябре 1992 года. Серия исследовала продолжающийся бой друг с другом Кейбла и Страйфа и его последствия для людей, окружавших Кабеля. Кейбл был показан в будущем вместе с его Дикой Стаей и Гаррисоном Кейном.

### Серия 1993-го
Вскоре после Blood and Metal Кейбл получил собственную продолжительную серию. Продлившийся с мая 1993-го по август 2003-го (что включает завершающее обновление Soldier X («Солдат Икс»), вначале комикс с трудом нашёл стабильную творческую команду. Команда автора-художника завершала не больше трёх выпусков кряду, пока Джеф Лоуб и Иан Черчилль не начали работу с выпуска № 20, закончив на № 35. Лоуб и Черчилль дали серии первую стабильность, работая вместе над пятнадцатью из двадцати выпусков в № 20—39. В течение своей работы они исследовали персонажей в прошлом Кейбла, его чувство ответственности к Нейтану Грею, отношения Кейбла с Домино и Блаксмитом и дальнейшие приключения с Кейном, Сахарным человеком и Микровселенной.

### Cable & Deadpool(2004)
После того, как его личная серия закончилась, он был объединён с наёмником Дедпулом в новой продолжительной серии. Серия во многом имела дело с попытками Кейбла изменить мир к лучшему, включая превращение его старого звездолёта Греймалкин в дрейфующий остров-утопию Провиденс. В приготовлении к Messia Complex («Комплексу мессии») Кейбл, как видится, погибает, когда Гамбит и Солнечный огонь взрывают Провиденс, что заставляет серию во всех последующих выпусках сосредоточиться полностью на Дедпуле. На пятидесятом выпуске серию отменяют и быстро заменяют новым личным комиксом Кейбла.

## Биография

### Детство
Нейтан Кристофер Чарльз Саммерс — сын Скотта Саммерса (Циклопа) и Мэйделин Прайор (оказавшейся клоном Джин Грей). Мать назвала Кейбла Нейтаном, чтобы уязвить Скотта напоминанием о задире из детства. Она была готова принести его в жертву, прежде чем Люди Икс и Фактор Икс спасли ребёнка. Мистер Зловещий осторожно организовывал рождение Кейбла, планируя использовать его против своего ненавистного господина Апокалипсиса. Будучи ребёнком, он немедленно образовал связь со сводной сестрой из альтернативного будущего Рейчел Саммерс, на попечении которой после смерти Маделин он периодически находился. Апокалипсис узнал о предательстве Злыдня и, в конечном счёте, инфицировал ребёнка техноорганическим вирусом (ТО-вирусом), который медленно его убивал.
Когда на луне Апокалипсис был побеждён, Циклопу явилась женщина из будущего. Назвав себя Аскани, она сказала ему, что единственный способ спасти его сына — дать ей забрать его в далёкое будущее.

### Будущее
В будущем Мать Аскани, перемещённая во времени Рейчел Саммерс, клонировала Нейтана на случай, если оригинал умрёт от ТО-вируса. Фавориты Апокалипсиса напали на храм и похитили клона, которого Апокалипсис принял за Нейтана (он ошибочно поверил, что телекинетические силы Нейтана успешно были устранены ТО-вирусом, что на самом деле и было целью Апокалипсиса при заражении младенца). Апокалипсис вырастил клона как своего наследника, назвав его Страйфом. Используя свою хроноскользящую силу в последний раз, Рейчел переместила разумы Скотта и Джин Грей в будущее, где под именами «Слайм» и «Редд» они растили Кейбла двенадцать лет. За время, проведённое вместе, семья помешала Апокалипсису переселить свою сущность в новое тело, покончив с его царством террора.
Вакуум власти был заполнен группой под названием Новые Ханааниты, установившей новое диктаторское государство, возглавляемое фигурами вроде Трибуна Хаайта и Стратора Амбриджа. Кейбл был арестован и узнал от другого узника Блаксмита, где найти последний анклав Аскани. Блаксмит помог ему бежать, и Кейбл присоединился к сопротивлению Аскани против Новых Ханаанитов. Тем временем Страйф, клон Нейтана, также имел свои планы победить Новых Ханаанитов и поставить себя во правление миром, считая себя наследником Апокалипсиса.

### Современная эра
Когда Страйф отправился в прошлое, Кейбл последовал за ним с целью остановить планы Страйфа так же, как и предотвратить приход Апокалипсиса к власти. Кейбл создал группу, изначально называвшуюся Дикая Стая, но конфликт с Куницей, уже имевшей группу с таким названием, заставил его сменить наименование на Стаю Шести. Кейбл путешествовал между 1990-ми и своим будущим на своём корабле Греймалкин, содержавшем разумную компьютерную программу под названием «Профессор», будущую версию программы, встроенной в корабль Фактора Икс.
Стая Шести выполняла задания для «Мистера Толливера», что привело группу к прямому столкновению со Страйфом. На их последней миссии Кейбл и Стая противостояли Страйфу, но они отказались сражаться, поскольку им не заплатили. Кейбл не стал слушать и не отступил, даже когда Страйф угрожал жизням его товарищей. Он бросил команду на подземной базе, дабы последовать за Страйфом, и в результате Молот стал парализован ниже шеи, а конечности Гаррисона Кейна были оторваны.
Кейбл вступил в борьбу с Фронтом Освобождения Мутантов Страйфа, правительством США и Силой Свободы. Вмешались Новые Мутанты, и он попросил их помочь в борьбе с Фронтом Освобождения. Кейбл увидел в них потенциальных солдат в его войне против Страйфа. Он стал их новым учителем и командиром и снабдил снаряжением. Кейбл вступил в конфликт с Росомахой, заметив, что у них была старая вражда. Он и Новые Мутанты объединились с Росомахой и Солнечным огнём против ФОМ. Кейбл также вёл Новых Мутантов против дженошианцев. Вскоре после этого он переименовал команду в Силу Икс, спас Домино от года в заключении и узнал от Кейна, что Страйф был его клоном. Взамен Кейбл забрал Кейна в будущее и снабдил бионикой, чтобы восстановить его физические возможности. Он также пообещал Кейну использовать бионику будущего, чтобы вылечить Молота.
Страйф напал на Профессора Икс, выдав себя за Кейбла, и тем самым запустил серию важных событий, начавших X-Cutioner’s Song («Песню Икс-Палача»). Когда Кейбл вернулся из будущего, он обнаружил, что почти каждая суперспособная сила на планете обернулась против него, включая множественные команды Икс. Убедив Росомаху и Бишопа в своей невиновности, Кейбл сразился на луне со Страйфом, и финальный временной взрыв, казалось, убил их обоих. Кейбл вновь появился в будущем Клана Избранных вместе с сознанием Страйфа в его разуме. Он уничтожил устройство для путешествия во времени Новых Ханаанитов, вернулся в настоящее, чтобы столкнуться с последствиями «Песни Икс-Палача», и узнал от Мистера Злыдня, что это Страйф был его клоном, а не наоборот, как сказал ему Страйф.
Кейбл позже начал сближаться со своими родителями Циклопом и Феникс, вскоре после их возвращения из поездки в будущее, где они вырастили Нейтана-ребёнка. Однако несколько лет спустя Циклоп предположительно погиб в бою с Апокалипсисом. Чувствуя, что он подвёл отца, Кейбл присоединился к Людям Икс и начал сближаться со своей «матерью» Джин Грей, которая обучала его пользоваться его умственными силами. Кейбл в итоге воплотил свою судьбу и убил Апокалипсиса, используя «псимитар», после того как Джин удалось отделить Циклопа от сущности Апокалипсиса. Цель его жизни, как её предназначал Злыдень, была достигнута. Кейбл спас Рейчел Саммерс из альтернативного будущего, где она попала в ловушку, а затем ненадолго стал путешествующим по миру наёмником по прозвищу «Солдат Икс».

## Вне комиксов

### Телевидение
- Кейбл несколько раз появлялся в мультсериале «Люди Икс». Его озвучил Лоренс Бейн. Его первые появления были в эпизодах «Остров рабов» и «Лекарство»; в них он ещё не раскрывает, что пришёл из будущего. Единственное, что рассказывается об этом персонаже, это то, что он неизвестного происхождения и работал наёмником на лидера государства Дженоша, пока не повернулся против бывшего нанимателя, узнав, что тот далёк от демократических взглядов. Когда наконец рассказывается, что Кейбл является путешественником во времени («Бегство во времени, часть 1» и «Бегство во времени, часть 2»), выясняется, что в первых эпизодах его миссией была остановка производства ошейников, способных блокировать икс-гены. В той же дилогии «Бегство во времени» Кейбл отправляется в прошлое — в конец XX века, чтобы остановить путешественника во времени из середины XXI века Бишопа, пытавшегося предотвратить распространение ТО-вируса Апокалипсиса. «Бегство во времени» и «За гранью добра и зла» установили прошлое Кейбла как ведущего в кошмарном далёком будущем (3999 году) войну как против Апокалипсиса, так и против правителей Новых Ханаанитов, с чем ему помогают товарищи, Клан Избранных. В этой интерпретации Кейбл обладает телекинетическими силами, которые не были исследованы, и был показан использующим их только для того, чтобы двигать или контролировать объекты. Также непохоже, чтобы он обладал телепатией или ещё какими-либо силами своего аналога из комиксов. Демонстрирует термоскопическое видение, по-видимому, идущее от бионического глаза. Кейбл полагается на своё оружие и навыки рукопашного боя. Позже было показано, что у него есть сын-подросток Тайлер.

В эпизоде «Бегстве во времени» техноорганический вирус был создан Апокалипсисом для очередного «очищения мира от слабых». После приключения с путешествием во времени Бишоп и Люди Икс уничтожили этот вирус, тем самым непреднамеренно лишив человечество шанса на выживание (антитела, появившиеся в результате чумы, являлись ключевым элементом стабилизации генкода населения Земли в будущем). Апокалипсис знал о последствиях — и в гневе убил всех Людей Икс. Чтобы спасти своё время, Кейбл отправился на момент начала эпидемии. В итоге он инфицировал вирусом Росомаху, так как осознал, что исцеляющий фактор последнего привёл бы к созданию нужных антител без необходимости в чуме.
- В мультсериале «Люди Икс ’97», являющемся продолжением мультсериала 1992—1997 годов, показано рождение Нейтана Саммерса. Показывается, что, как и в комиксах, его родителями являются Циклоп и Мэйделин Прайор. В скором времени после рождения его похищает Мистер Зловещий и заражает техноорганическим вирусом. После спасения Мэйделин отдаёт его Бишопу, и тот забирает его в будущее для исцеления.

### Фильмы
В фильм «Люди Икс: Дни минувшего будущего» хотели включить Кейбла, но позже от этой идеи отказались.
Также в этом фильме есть отсылка к Ultimate-версии Кейбла. В фильме Росомаха из будущего прибывает в настоящее, чтобы помочь Людям Икс победить стражей, а в конце фильма исчезает и появляется в будущем. У Ultimate-версии была почти такая же ситуация, только там он прибыл помочь победить Апокалипсиса и исчез после того, как Джин Грей стала Фениксом.
- В «Дедпуле» планировали ввести Кейбла, но от этой идеи снова отказались.
  - В сцене после титров главный герой обещает появление своего напарника в сиквеле.

- В «Дедпуле 2» Кейбла наконец ввели. Информация на этот счёт началась раскрываться задолго до выхода фильма: так, в сентябре 2015 года продюсер Саймон Кинберг сообщил, что начались обсуждения относительно идей для продолжения первого фильма, который вышел на экраны в феврале 2016 года. Одна из идей заключалась в том, чтобы в кинокартине появился персонаж Кейбл. В январе 2017 года Риз и Верник сообщили сайту Deadline, что сиквел не будет адаптировать историю происхождения Кейбла. В апреле 2017 года стало известно, что роль Кейбла исполнит Джош Бролин (изначально роль должен был сыграть Майкл Шеннон, но из-за конфликта в расписании этого не случилось[13]). Бролин подписал контракт на четыре фильма, где он сыграет Кейбла, и «Дедпул 2» — первый из них.
  - По сюжету фильма Кейбл прибывает из будущего убить Расселла Коллинза — метающего огонь подростка, известного как Файрфист. В будущем Расселл стал серийным убийцей и с жестокостью убил жену и дочь Кейбла. Кейбл транспортируется в прошлое, чтобы убить Расселла, когда тот ещё подросток и не совершил первого убийства.
  - Дедпул уговаривает Кейбла не убивать Расселла, аргументируя это тем, что тот ещё ребёнок и не стал убийцей, а значит, всё можно изменить. Кейбл соглашается, и Дедпул с его помощью (а также при содействии Колосса, Домино и Сверхзвуковой Боеголовки) предотвращает убийство директора интерната Расселлом, а заодно побеждает Джаггернаута — большого и злобного сообщника Расселла. В один момент Кейбл видит, что в пистолете остаётся последний патрон, Дедпул с Кейблом пытаются остановить Расселла, но тот слишком агрессивен. Кейбл бросается к пистолету и выстреливает, но вместо Расселла смертельно ранит Дедпула, который прикрыл того своим телом. Дедпул умирает на глазах у героев, и Кейбл решает использовать последний заряд своей машины времени, телепортируясь на несколько минут назад и закладывая Уэйду жетон Ванессы под сердце. Таким образом, Дедпул остаётся жив, Расселл не совершает жестокой ошибки, а в будущем жена и дочь Кейбла не будут убиты. Кейбл остаётся в настоящем, чтобы вместе с Дедпулом, Колоссом, Домино и Расселлом стать частью новой команды супергероев «Сила Икс».

### Видеоигры
- Кейбл появляется как игровой персонаж в видеоигре Marvel vs. Capcom 2. Эта версия очень мало раскрывает его силы телекинеза или телепатии, хотя он использует свой псимитар. Он примечателен своим гиперкомбо-приёмом «Луч Воздушной Гипергадюки», который при использовании атакует определённую площадь перед ним.
- Кейбл появлялся как первоклассный скрытый персонаж в PSP-версии ролевой игры X-Men Legends II: Rise of Apocalypse. Похожим образом Кейбл был скрытым персонажем в игре для платформы Sega Game Gear X-Men: Gamesmaster’s Legacy.
- В Marvel: Ultimate Alliance 2 Кейбл появляется как неигровой персонаж и один из боссов. В про-регистрационной кампании герои сражаются и побеждают Кейбла, после чего его арестовывают. Однако позже Капитан Америка высвобождает его вместе с Гераклом. В анти-регистрационной кампании Кейбл командует игроком во время одной из миссий. После инцидента в тюрьме 42 Кейбл пропадает и считается погибшим. Позже он был добавлен в качестве игрового персонажа: в версиях игры для Xbox 360 и PS3 — через покупку загружаемого контента, в ремастер-версиях для PS4, Xbox One и ПК — в числе изначально доступного ростера героев.
- Кейбл также присутствует в видеоигре X-Men: Reign of Apocalypse для GBA. Там появляется альтернативный вариант Кейбла, который сражается с Людьми Икс и оказывается ими побеждён.
- Кейбл присутствует в видеоигре Deadpool, где он помогает главному герою, утверждая, что именно от действий Дедпула зависит будущее.
- Кейбл является игровым персонажем в видеоигре Marvel Heroes.
- Кейбл появляется в игре Marvel Future Fight в качестве мирового босса и игрового персонажа.